# ゆずれない愛は二度とない
『ゆずれない愛は二度とない』（ゆずれないあいはにどとない）は、1999年1月21日に日本コロムビアから発売された中西保志の17枚目のシングル。

## 収録曲
1. ゆずれない愛は二度とない
作詞：山田ひろし　作曲・編曲：武沢豊
  - TBS系『噂の!東京マガジン』エンディングテーマ[2]
2. No Regret
作詞：m.c.A・T　作曲：富樫明生
3. ゆずれない愛は二度とない（オリジナル・カラオケ）